# Марков, Василий Евгеньевич
Василий Евгеньевич Марков (7 октября 1864, Российская империя — 1 марта 1935, Франция, Париж) — русский военачальник, генерал-лейтенант. Герой Первой мировой войны. Участник Гражданской войны и Белого движения.

## Учёба
Выпускник Второго Московского кадетского корпуса (1882 год). На службу поступил 1 октября 1882. В 1884 году окончил Николаевское кавалерийское училище. Выпущен корнетом в Конно-гренадерский лейб-гвардии полк. 14 августа 1888 получил звание поручика. 21 апреля 1891 — штабс-ротмистр. 6 декабря 1896 — ротмистр. Командовал эскадроном. 1 апреля 1901 — полковник. С 21 декабря 1906 командовал 30-м драгунским Ингерманландским полком. В 1910 году получил звание генерал-майора. С 13 мая 1910 года командир 1-й бригады 10-й кавалерийской дивизии.

## Участие в Первой мировой войне
Во время начала Великой войны продолжал служить в 10-й кавалерийской дивизии, которой командовал Свиты Его Императорского Величества генерал-майор (с 31.05.1913 генерал-лейтенант) граф Ф. А. Келлер.
За доблесть и значительный вклад в победу 10-я кавалерийской дивизии в бою у Ярославиц 8 августа 1914 года был награждён в числе первых, получивших эту высокую награду в Великую войну, 9 сентября 1915 года, как и командир дивизии генерал граф Келлер, орденом Святого Георгия 4-й степени, а 10 ноября 1915 года — Георгиевским оружием.
После создания III-го конного корпуса, состоя в чине генерал-майора, 21 апреля 1915 года был назначен командующим этой дивизии, входящей теперь в новый «келлеровский» корпус.
В 1916 году был произведен в генерал-лейтенанты с утверждением в должности. Во время лечения раненого начальника 3-го кавалерийского корпуса графа Келлера временно замещал его в этой должности.

## Гражданская война
Участвовал в Гражданской войне. С января 1918 в Добровольческой армии и ВСЮР.

## Эмиграция
В эмиграции проживал во Франции. Скончался в Париже. Похоронен на кладбище Сен-Женевьев де Буа.

## Награды
- Орден Святой Анны 3 степени (1901)
- Орден Святого Владимира 3 степени (1909)
- Орден Святого Станислава 1 степени (1913)
- Орден Святого Георгия 4 степени (09.09.1915)
- Георгиевское оружие (10.11.1915)